# Charles Herbert Woodbury

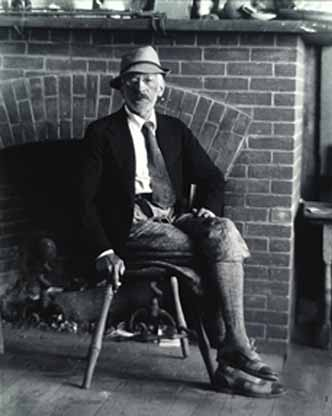
Retrato de Woodbury

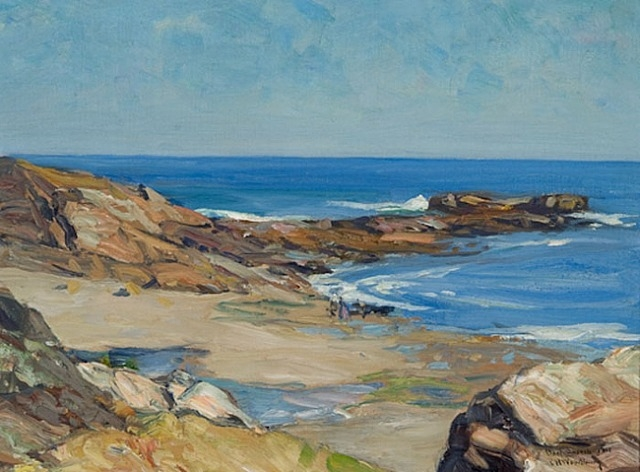
Perkins Cove, Ogunquit, Maine

Charles Herbert Woodbury (Lynn, Massachusetts, 14 de julio de 1864-Jamaica Plain, Massachusetts, 1940) fue un pintor de marinas estadounidense.
Se graduó como ingeniero en el Instituto Tecnológico de Massachusetts, Boston, en 1886, pero marcharía a estudiar arte a la Académie Julian de París. Fue presidente del Boston Water Color Club y llegaría a ser miembro asociado de la National Academy of Design, New York. Su esposa, Marcia Oakes Woodbury, nació en 1865 en South Berwick y también fue conocida como pintora.